# L'amore sul tetto
L'amore sul tetto è un racconto di Carlo Collodi, Scritto e pubblicato nel 1863 sulle riviste Il Lampione e Gazzetta del Popolo, ebbe inizialmente il titolo Paolo e Virginia. Romanzo da tasca (e anche Un cuore e una soffitta. Romanzo da tasca).
Nel 1880 con il titolo attuale, fu inserito nel volume di racconti Macchiette.

## Trama
Virginia e Paolo vivono l'una accanto all'altro, con gli alloggi delle loro famiglie che si affacciano sullo stesso pianerottolo. Il ragazzo non ha voluto seguire il mestiere paterno, cioè quello di produttore all'ingrosso di cera per scarpe, e a diciotto anni diventa giovane di studio, percependo una lira alla settimana. Innamorato pazzo di Virginia, le dedica versi d'amore e, quando i prudenti genitori di entrambi si danno da fare a separarli, essi comunicano con il canto attraverso le stanze in cui devono rimanere per decreto degli adulti.
Un giorno Virginia, convinta che per una donna sia vitale lo sposarsi, convince Paolo a rapirla, ma il giovane si spaventa. Allora, chiamandolo vile, proclama che sarà lei a compiere il rapimento dell'amato. Finisce così che i due vanno a sposarsi in una chiesa in segreto e, all'uscita, trovano la polizia. Per Paolo segue un mese di carcere e per Virginia la stessa detenzione in un convento. Poi, alla fine della tribolazione, possono riunirsi e si accasano in una soffitta al quinto piano di uno stabile, con vista sui tetti e nulla più.
La vita è dura e in capo a quattro mesi il grande amore si muta in noia. Virginia recrimina che le servono stivaletti, cappello e abito nuovi; Paolo risponde che le darà tutto, ma lei si indispettisce e non crede alle promesse. Invece i molti versi che conosce le ispirano l'idea che il suo bene sia il visetto di cui è stata dotata da madre natura. Ben presto arrivano in casa magnifici stivaletti, cappello e abito. Al trasecolato Paolo, Virginia dichiara di aver vinto al lotto e potuto comprare quelle cose belle. Ma pochi giorni ancora e Paolo rinviene in un cassetto un braccialetto d'oro e degli orecchini e a questo punto non crede più alla storia della vincita provvidenziale.
Roso dai sospetti, Paolo ritorna a casa d'improvviso un giovedì, non atteso. Trova comodamente seduto un ricco signore che gli viene presentato come "Il signor Marchese". Quando l'ospite se ne va, tra i due sposini avviene una scenata con rovesciamento di mobili, contusioni e capelli strappati. Segue la sparizione di Virginia e la disperazione di Paolo, che dà fondo all'immaginazione e si figura le peggiori disgrazie. Tre giorni dopo, una lettera legale lo informa che Virginia ha sporto denuncia contro di lui e vuole la separazione. Anche se Paolo riesce a rintracciarla in casa del Marchese, non ottiene altro che il rischio di finire in guai peggiori perché Virginia, immemore del passato, lo accusa di averla strappata a "una tenera madre" e di non essere stato capace di vegliare sulle loro pazzie. Paolo, dopo aver considerato l'idea di togliersi la vita, decide che non ne vale la pena e potrà sopravvivere come esempio per quanti credono che un cuore e una soffitta bastino a mantenere in vita il sentimento chiamato amore.

## Edizioni
- Carlo Collodi, Macchiette, G. Brignola e C., Milano 1880
- Carlo Collodi, Macchiette, illustrata da E. Mazzanti, Felice Paggi, Firenze 1884
- Carlo Collodi, Macchiette, R. Bemporad & figlio, Firenze stampa 1910
- Carlo Collodi, Macchiette, nota introduttiva di Daniela Marcheschi, M. Pacini Fazzi, Lucca 1989
- Carlo Collodi, Opere, a cura di Daniela Marcheschi, A.Mondadori, Milano 1995
- Edizione nazionale delle opere di Carlo Lorenzini, Vol. 2: Macchiette; prefazione di Ernesto Ferrero; a cura di Fernando Molina Castillo; introduzione di Renato Bertacchini; Fondazione nazionale Carlo Collodi; Giunti, Firenze 2010